# Let It Be (album de The Replacements)
Pour les articles homonymes, voir Let It Be.
Albums de The Replacements
Hootenanny
(1983) Tim
(1985)
Let It Be est un album de The Replacements, sorti en 1984. 

## L'album
Il prend la tête de nombreux classements critiques en 1984. Rolling Stone le place à la 241e place de son classement des 500 meilleurs albums de tous les temps et à la 15e de son top 100 des années 1980. Il fait partie des 1001 Albums You Must Hear Before You Die. 

### Titres
Tous les titres sont de Paul Westerberg, sauf mentions. 
1. I Will Dare (3:18)
2. Favorite Thing (Westerberg, Tommy Stinson, Bob Stinson, Chris Mars) (2:19)
3. We're Comin' Out (Westerberg, Stinson, Stinson, Mars) (2:21)
4. Tommy Gets His Tonsils Out (Westerberg, Stinson, Stinson, Mars) (1:53)
5. Androgynous (3:11)
6. Black Diamond (Paul Stanley) (2:40)
7. Unsatisfied (4:01)
8. Seen Your Video (3:08)
9. Gary's Got a Boner (Westerberg, Stinson, Stinson, Mars) (2:28)
10. Sixteen Blue (4:24)
11. Answering Machine (3:40)

### Musiciens
- Chris Mars : batterie, voix
- Bob Stinson : guitares électriques
- Tommy Stinson : basse
- Paul Westerberg : voix, guitare rythmique, piano, mandoline, synthétiseurs
- Peter Buck : guitare solo sur I Will Dare.